# Дрейер, Саломон
Саломон Томас Николай Дре́йер (дат. Salomon Thomas Nicolai Drejer; 1813—1842) — датский ботаник.

## Биография
Саломон Дрейер родился 15 февраля 1813 года в приходе Эвельдруп близ Виборга в семье викария Нильса Расмуссена Дрейера и Томины Рейтце. Младший брат политического деятеля Карла Петера Фредерика Дрейера. Начальное образование получал в Виборге, в 1833 году поступил в Копенгагенский университет. Дрейер пользовался материальной поддержкой профессора ботаники Й. Ф. Скоу и профессора зоологии Й. Т. Рейнхардта.
С Рейнхардтом Дрейер регулярно совершал ботанические экскурсии по окрестностям Копенгагена. В 1838 году он выпустил едва ли не первую в историю монографию флоры этого региона — Flora excursoria Hafniensis.
С 1839 года Саломон Дрейер был женат на Сюзанне Вест, у них было две дочери — Овидия и Хедвиг. Дрейер был близким другом зоолога Япетуса Стенструпа.
В 1840 году Дрейер получил степень магистра без защиты диссертации.
Саломон Дрейер скоропостижно скончался 21 апреля 1842 года от отравления табаком.

## Некоторые научные публикации
- Drejer, S. Anviisning til at kjende de danske Foderurter. — Kjøbenhavn, 1837. — 255 p.
- Drejer, S. Flora excursoria Hafniensis. — Hafniæ, 1838. — 339 p.
- Drejer, S. Lærebog i den botaniske terminologie og Systemlære. — Kjøbenhavn, 1839. — 413 p.
- Drejer, S. Compendium i den medicinske Botanik. — Kjøbenhavn, 1840. — 100 p.

## Роды, названные в честь С. Дрейера
- Drejera Nees, 1847
- Drejerella Lindau, 1900